# 이성환 (시인)
이성환(李星煥, 1936년 5월 1일 ~ 1966년 10월 31일)은 한국의 시인이다.

## 생애
경기도 시흥 출신으로 서울 한영중학교와 서울고등학교를 졸업하였고, 서라벌예술대학 문예창작과, 동국대학교 국문과, 경희대학교 대학원을 수료하였다.  이후 동대문상업고등학교와 제주대학교에서 교사로 일하며 시인으로 활동하였으나, 1966년 31세의 나이로 요절하였다.

## 작품 활동
1956년 《현대문학》에 〈구름〉, 〈그믐달〉, 〈병〉 등의 시 작품을 발표하면서 등단하였다. 이후 〈강〉, 〈기러기〉, 〈신라의 만종〉, 〈일몰피안〉, 〈포도소묘〉, 〈해골과 침실〉, 〈노을 속의 가교〉, 〈광야에서〉 등의 작품을 발표하였다.
생전에 출간된 시집으로는 《구름은 울지도 못한다》가 있으며, 사후 《은행기》(1968)와 《이성환시선집》(1971)등 두 권의 전집에 유작이 모두 실렸다. 평론으로는 《현대시의 두 가지 기능》과 《이미지 구조론》이 있다.